# أندرياس فيشر (عالم عقيدة)
أندرياس فيشر (بالألمانية: Andreas Fischer)‏ هو عالم عقيدة ألماني، ولد في 1480 في كرمنيتسا في سلوفاكيا، وتوفي في 1540.